# Isochromodes fulvida
Isochromodes fulvida är en fjärilsart som beskrevs av Paul Dognin 1910. Isochromodes fulvida ingår i släktet Isochromodes och familjen mätare. Inga underarter finns listade i Catalogue of Life.